# Federica Tognalini
Federica Tognalini (Roma, 13 luglio 1991) è un'ex cestista italiana.
Ala-centro di 182 cm, ha giocato in Serie A1 con Umbertide e Napoli. A gennaio 2015 approda al Geas Sesto San Giovanni. L'anno successivo è a Vigarano. Nel 2016 si trasferisce a Lucca, dove vince il suo primo scudetto.

## Palmarès
- Campionato italiano: 1
Le Mura Lucca: 2016-17
- Campionato italiano di Serie A2: 2
CUS Chieti: 2011-12
GEAS Sesto San Giovanni: 2014-15
- Coppa Italia di Serie A2: 2
Libertas Bologna: 2010
GEAS Sesto San Giovanni: 2015 (MVP della finale)[1]